# جادران (سيجارة)
جادران هي علامة سجائر كرواتية ، تملكها وتصنعها حاليًا شركة مجموعة آدريس (المعروفة سابقًا باسم تفورنيكا دوهانا روفينج )، وهي قسم من شركة التبغ البريطانية الأمريكية . جادران تعني البحر الأدرياتيكي في اللغات السلاڤية الجنوبية.

## تاريخ

علبة سجائر جادران

تأسست العلامة التجارية في جمهورية كرواتيا الاشتراكية و أصبحت واحدة من العلامات التجارية الأكثر شعبية في المناطق الناطقة باللغة الكرواتية في يوغوسلافيا ، إلى جانب أوباتيا، سريعًا    حَظِيَت العلامة التجارية بشعبية كبيرة لدى الطبقة العليا في كرواتيا الاشتراكية، وهي واحدة من العلامات التجارية القليلة التي نجت بعد تفكك يوغوسلافيا وأصبحت العلامة تابعة لدولة كرواتيا، إلى جانب درينا .  تمت تسمية جادران بهذا الاسم على اسم أحد البحار ، على غرار العلامات التجارية اليوغوسلافية الأخرى التي سميت على اسم البحار والأنهار مثل مورافا، و درافا .

## أنظر أيضا
- تدخين التبغ
- درينا (سيجارة)
- إليتا (سيجارة)
- فلتر 57 (سيجارة)
- لايكا (سيجارة)
- لوفسين (سيجارة)
- مورافا (سيجارة)
- شريك (سيجارة)
- سمارت (سيجارة)
- الوقت (السيجارة)
- سوبراني
- جين لينغ
- إل دي (سيجارة)
- والتر وولف (سيجارة)